# Giammario Piscitella
Giammario Piscitella (Nocera Inferiore, 24 marzo 1993) è un calciatore italiano, di ruolo ala sinistra, attaccante della NovaRomentin.

## Caratteristiche tecniche
Ala sinistra naturale che all'occorrenza può giocare anche a destra. Nel corso della carriera è stato adattato come quinto di centrocampo e persino come terzino.

## Carriera

### Club

#### Gli inizi e il debutto in Serie A
Cresciuto nell'Empoli e nella Roma, debutta in Serie A coi giallorossi il 5 febbraio 2012 nella partita vinta contro l'Inter, in cui serve un assist a Bojan nel 4-0 finale. Conclude la stagione con un'altra presenza in massima serie, l'8 febbraio 2012, nella prosecuzione della partita, pareggiata 1-1, sospesa il 14 gennaio 2012 per pioggia contro il Catania.

#### Genoa e il prestito al Modena
Il 30 luglio 2012, passa in comproprietà al Genoa, nell'ambito dell'affare che ha portato Mattia Destro alla Roma. Il 26 settembre debutta contro il Parma con la maglia rossoblù, gara terminata 1 a 1. Conclude la sua esperienza con i rossoblù totalizzando 6 presenza tutte in campionato.
Il 19 gennaio 2013, passa in prestito al Modena. Il 26 gennaio debutta in maglia gialloblu e in serie B nella partita persa contro la Ternana.

#### Pescara e i prestiti nelle serie minori
Dopo essere stata riacquistata la metà del suo cartellino dalla Roma, il 1º luglio 2013 passa in comproprietà al Pescara. Fa il suo debutto con la maglia del Delfino il 17 agosto 2013 contro il Torino, gara valevole per il 3º turno di Coppa Italia, subentrando all'82º minuto al posto di Ragusa; la gara termina con il successo dei biancocelesti per 2 a 1 in casa dei granata.. Conclude anzitempo la sua esperienza in Abruzzo, totalizzando 6 presenze.
Il 30 gennaio 2014 passa in prestito al Cittadella. Fa il suo debutto l'8 febbraio contro il Modena, gara terminata con il successo esterno dei Canarini. Conclude la sua stagione con 9 presenze in campionato.
L'8 agosto 2014 passa in prestito alla Pistoiese, neopromossa in Lega Pro. Il 31 agosto fa il suo debutto ufficiale contro l'Ascoli, gara termina con la vittoria dei marchigiani per 1 a 0. Il 26 ottobre segna la sua prima rete in assoluto, nella gara vinta 4 a 1 contro il Teramo. Il 23 novembre, una sua rete contro il Pontedera regala il pareggio interno alla Pistoiese.
L'11 febbraio 2015 viene trovato positivo all'antidoping a causa del tuamminoeptano, un farmaco vasocostrittore utilizzato come decongestionante nasale, a seguito di un controllo effettuato dopo la partita del 26 gennaio Pro Piacenza-Pistoiese. Chiude la stagione con 30 presenze e 7 reti.
Il 5 gennaio 2016 si trasferisce in prestito al Bassano Virtus dove negli ultimi cinque mesi della stagione totalizza 8 presenze segnando un gol.
Nell'estate 2016 viene ceduto in prestito al Catania dove nella prima parte del campionato gioca 6 partite segnando una rete; nel gennaio 2017 passa ancora in prestito al Prato.

#### Di nuovo in Serie B
Dopo quattro stagioni in Lega Pro, il 1º luglio 2018 è iniziata la sua nuova avventura in Serie B al Carpi, che l'ha prelevato a parametro zero, firmando un contratto fino al 2021 con opzione per un altro anno.

### Nazionale
Ha rappresentato la Nazionale italiana con le selezioni Under-18, Under-19, Under-20 e Under-21.

## Statistiche

### Presenze e reti nei club
Statistiche aggiornate al 22 ottobre 2024.
| Stagione         | Squadra          | Campionato       | Campionato | Campionato | Coppe nazionali | Coppe nazionali | Coppe nazionali | Coppe continentali | Coppe continentali | Coppe continentali | Altre coppe | Altre coppe | Altre coppe | Totale | Totale |
| Stagione         | Squadra          | Comp             | Pres       | Reti       | Comp            | Pres            | Reti            | Comp               | Pres               | Reti               | Comp        | Pres        | Reti        | Pres   | Reti   |
| ---------------- | ---------------- | ---------------- | ---------- | ---------- | --------------- | --------------- | --------------- | ------------------ | ------------------ | ------------------ | ----------- | ----------- | ----------- | ------ | ------ |
| 2011-2012        | Roma             | A                | 2          | 0          | CI              | 0               | 0               | UEL                | 0                  | 0                  | -           | -           | -           | 2      | 0      |
| 2012-gen. 2013   | Genoa            | A                | 6          | 0          | CI              | 0               | 0               | -                  | -                  | -                  | -           | -           | -           | 6      | 0      |
| gen.-giu. 2013   | Modena           | B                | 13         | 0          | CI              | 0               | 0               | -                  | -                  | -                  | -           | -           | -           | 13     | 0      |
| 2013-gen. 2014   | Pescara          | B                | 5          | 0          | CI              | 1               | 0               | -                  | -                  | -                  | -           | -           | -           | 6      | 0      |
| gen.-giu. 2014   | Cittadella       | B                | 9          | 0          | CI              | 0               | 0               | -                  | -                  | -                  | -           | -           | -           | 9      | 0      |
| 2014-2015        | Pistoiese        | LP               | 30         | 7          | CI-LP           | 3               | 0               | -                  | -                  | -                  | -           | -           | -           | 33     | 7      |
| 2015-gen. 2016   | Pistoiese        | LP               | 10         | 0          | CI-LP           | 0               | 0               | -                  | -                  | -                  | -           | -           | -           | 10     | 0      |
| Totale Pistoiese | Totale Pistoiese | Totale Pistoiese | 40         | 7          |                 | 3               | 0               |                    | -                  | -                  |             | -           | -           | 43     | 7      |
| gen.-giu. 2016   | Bassano Virtus   | LP               | 8+1        | 1          | CI+CI-LP        | 0               | 0               | -                  | -                  | -                  | -           | -           | -           | 9      | 1      |
| 2016-gen. 2017   | Catania          | LP               | 6          | 1          | CI-LP           | 3               | 0               | -                  | -                  | -                  | -           | -           | -           | 9      | 1      |
| gen.-giu. 2017   | Prato            | LP               | 17+2       | 0          | CI-LP           | 0               | 0               | -                  | -                  | -                  | -           | -           | -           | 19     | 0      |
| 2017-2018        | Prato            | C                | 34         | 2          | CI-C            | 2               | 0               | -                  | -                  | -                  | -           | -           | -           | 36     | 2      |
| Totale Prato     | Totale Prato     | Totale Prato     | 51+2       | 2          |                 | 2               | 0               |                    | -                  | -                  |             | -           | -           | 55     | 2      |
| 2018-2019        | Carpi            | B                | 18         | 0          | CI              | 1               | 0               | -                  | -                  | -                  | -           | -           | -           | 19     | 0      |
| 2019-2020        | Novara           | C                | 25+4       | 1          | CI-C            | 0               | 0               | -                  | -                  | -                  | -           | -           | -           | 29     | 1      |
| 2020-2021        | Novara           | C                | 8          | 0          | CI              | 0               | 0               | -                  | -                  | -                  | -           | -           | -           | 8      | 0      |
| Totale Novara    | Totale Novara    | Totale Novara    | 33+4       | 1          |                 | 0               | 0               |                    | -                  | -                  |             | -           | -           | 37     | 1      |
| 2021-2022        | Rimini           | D                | 35+1       | 5          | CI-D            | 1               | 0               | -                  | -                  | -                  | -           | -           | -           | 37     | 5      |
| 2022-2023        | Rimini           | C                | 21+1       | 1          | CI-C            | 2               | 0               | -                  | -                  | -                  | -           | -           | -           | 24     | 1      |
| Totale Rimini    | Totale Rimini    | Totale Rimini    | 56+2       | 6          |                 | 3               | 0               |                    | -                  | -                  |             | -           | -           | 61     | 6      |
| 2023-gen. 2024   | Pistoiese        | D                | 0          | 0          | CI-D            | 1               | 1               | -                  | -                  | -                  | -           | -           | -           | 1      | 1      |
| gen.-giu. 2024   | L'Aquila         | D                | 4          | 0          | CI-D            | 0               | 0               | -                  | -                  | -                  | -           | -           | -           | 4      | 0      |
| 2024-2025        | NovaRomentin     | D                | 5          | 0          | CI-D            | 1               | 0               | -                  | -                  | -                  | -           | -           | -           | 6      | 0      |
| Totale carriera  | Totale carriera  | Totale carriera  | 256+9      | 18         |                 | 15              | 1               |                    | 0                  | 0                  |             | -           | -           | 280    | 19     |

### Cronologia presenze e reti in nazionale
| Cronologia completa delle presenze e delle reti in nazionale ― Italia under 21 | Cronologia completa delle presenze e delle reti in nazionale ― Italia under 21 | Cronologia completa delle presenze e delle reti in nazionale ― Italia under 21 | Cronologia completa delle presenze e delle reti in nazionale ― Italia under 21 | Cronologia completa delle presenze e delle reti in nazionale ― Italia under 21 | Cronologia completa delle presenze e delle reti in nazionale ― Italia under 21 | Cronologia completa delle presenze e delle reti in nazionale ― Italia under 21 | Cronologia completa delle presenze e delle reti in nazionale ― Italia under 21 |
| Data                                                                           | Città                                                                          | In casa                                                                        | Risultato                                                                      | Ospiti                                                                         | Competizione                                                                   | Reti                                                                           | Note                                                                           |
| ------------------------------------------------------------------------------ | ------------------------------------------------------------------------------ | ------------------------------------------------------------------------------ | ------------------------------------------------------------------------------ | ------------------------------------------------------------------------------ | ------------------------------------------------------------------------------ | ------------------------------------------------------------------------------ | ------------------------------------------------------------------------------ |
| 14-8-2013                                                                      | Senec                                                                          | Slovenia under 21                                                              | 1 – 4                                                                          | Italia under 21                                                                | Amichevole                                                                     | -                                                                              |                                                                                |
| 5-9-2013                                                                       | Rieti                                                                          | Italia under 21                                                                | 1 – 3                                                                          | Belgio under 21                                                                | Qual. Euro 2015                                                                | -                                                                              |                                                                                |
| Totale                                                                         |                                                                                | Presenze                                                                       | 2                                                                              |                                                                                | Reti                                                                           | 0                                                                              |                                                                                |

| Cronologia completa delle presenze e delle reti in nazionale ― Italia under 20 | Cronologia completa delle presenze e delle reti in nazionale ― Italia under 20 | Cronologia completa delle presenze e delle reti in nazionale ― Italia under 20 | Cronologia completa delle presenze e delle reti in nazionale ― Italia under 20 | Cronologia completa delle presenze e delle reti in nazionale ― Italia under 20 | Cronologia completa delle presenze e delle reti in nazionale ― Italia under 20 | Cronologia completa delle presenze e delle reti in nazionale ― Italia under 20 | Cronologia completa delle presenze e delle reti in nazionale ― Italia under 20 |
| Data                                                                           | Città                                                                          | In casa                                                                        | Risultato                                                                      | Ospiti                                                                         | Competizione                                                                   | Reti                                                                           | Note                                                                           |
| ------------------------------------------------------------------------------ | ------------------------------------------------------------------------------ | ------------------------------------------------------------------------------ | ------------------------------------------------------------------------------ | ------------------------------------------------------------------------------ | ------------------------------------------------------------------------------ | ------------------------------------------------------------------------------ | ------------------------------------------------------------------------------ |
| 5-9-2012                                                                       | Jesolo                                                                         | Italia under 20                                                                | 2 – 2                                                                          | Turchia under 20                                                               | Amichevole                                                                     | -                                                                              |                                                                                |
| 12-9-2012                                                                      | Bellinzona                                                                     | Svizzera under 20                                                              | 0 – 2                                                                          | Italia under 20                                                                | Torneo 4 Nazioni                                                               | -                                                                              |                                                                                |
| 10-10-2012                                                                     | Aquisgrana                                                                     | Germania under 20                                                              | 4 – 1                                                                          | Italia under 20                                                                | Torneo 4 Nazioni                                                               | -                                                                              |                                                                                |
| 17-10-2012                                                                     | Milano Marittima                                                               | Italia under 20                                                                | 4 – 2                                                                          | Iran under 20                                                                  | Amichevole                                                                     | 1                                                                              |                                                                                |
| 14-11-2012                                                                     | Meda                                                                           | Italia under 20                                                                | 4 – 1                                                                          | Svizzera under 20                                                              | Torneo 4 Nazioni                                                               | 1                                                                              |                                                                                |
| Totale                                                                         |                                                                                | Presenze                                                                       | 5                                                                              |                                                                                | Reti                                                                           | 2                                                                              |                                                                                |

| Cronologia completa delle presenze e delle reti in nazionale ― Italia under 19 | Cronologia completa delle presenze e delle reti in nazionale ― Italia under 19 | Cronologia completa delle presenze e delle reti in nazionale ― Italia under 19 | Cronologia completa delle presenze e delle reti in nazionale ― Italia under 19 | Cronologia completa delle presenze e delle reti in nazionale ― Italia under 19 | Cronologia completa delle presenze e delle reti in nazionale ― Italia under 19 | Cronologia completa delle presenze e delle reti in nazionale ― Italia under 19 | Cronologia completa delle presenze e delle reti in nazionale ― Italia under 19 |
| Data                                                                           | Città                                                                          | In casa                                                                        | Risultato                                                                      | Ospiti                                                                         | Competizione                                                                   | Reti                                                                           | Note                                                                           |
| ------------------------------------------------------------------------------ | ------------------------------------------------------------------------------ | ------------------------------------------------------------------------------ | ------------------------------------------------------------------------------ | ------------------------------------------------------------------------------ | ------------------------------------------------------------------------------ | ------------------------------------------------------------------------------ | ------------------------------------------------------------------------------ |
| 24-8-2011                                                                      | Lamezia Terme                                                                  | Italia under 19                                                                | 2 – 1                                                                          | Russia under 19                                                                | Amichevole                                                                     | 1                                                                              |                                                                                |
| 6-9-2011                                                                       | Caravaggio                                                                     | Italia under 19                                                                | 1 – 3                                                                          | Francia under 19                                                               | Amichevole                                                                     | -                                                                              |                                                                                |
| 8-9-2011                                                                       | Rodengo-Saiano                                                                 | Italia under 19                                                                | 0 – 1                                                                          | Francia under 19                                                               | Amichevole                                                                     | -                                                                              |                                                                                |
| 29-2-2012                                                                      | Accre                                                                          | Israele under 19                                                               | 1 – 1                                                                          | Italia under 19                                                                | Amichevole                                                                     | -                                                                              |                                                                                |
| 28-3-2012                                                                      | La Spezia                                                                      | Italia under 19                                                                | 2 – 0                                                                          | Turchia under 19                                                               | Amichevole                                                                     | -                                                                              |                                                                                |
| Totale                                                                         |                                                                                | Presenze                                                                       | 5                                                                              |                                                                                | Reti                                                                           | 1                                                                              |                                                                                |

## Palmarès

### Club

#### Competizioni giovanili
- Campionato Primavera: 1

Roma: 2010-2011
- Coppa Italia Primavera: 1

Roma: 2011-2012
- Supercoppa Primavera: 1

Roma: 2012

#### Competizioni interregionali
- Serie D: 1

Rimini: 2021-2022 (Girone D)